# 소안면
소안면(所安面)은 전라남도 완도군의 남서쪽에 위치해 있는 면이다.

## 개요
소안도는 완도군청 소재지로부터 서남쪽으로 17.8 km 거리에 있으며 청산면의 여서도를 제외하고는 완도군의 최남단에 자리잡은 면적 23.22 km2의 섬으로, 체도를 포함한 4개의 유인도와 6개의 무인도를 부속섬으로 거느리고 있다. 기후가 온화하고 지형이 남북으로 길게 뻗어 장고형을 이루며 산지가 많다. 주민들은 농수산업을 겸하고 있으나 주소득원은 수산업이다.

## 유래
고려 때에 '달목도'라고 이름 붙여졌는데, 임진왜란 때 피난민들이 이주하기 시작하였다. 영암군의 월경지인 이진진(梨津鎭, 현 전라남도 해남군 북평면 이진리)에 속하다가, 1896년에 완도군이 설치되면서 영암군 소안도가 완도군 소안면이 되어 오늘날에 이르고 있다.

## 연혁
- 1018년 (고려 현종 9년) : 달목도라는 도명으로 영암군에 속했다.
- 조선 명종대(1546~1567년) : 임진왜란으로 비워 두었던 달목도에도 처음으로 김해 김씨, 동복 오씨가 월항리에 입주함으로써 다시 촌락을 형성하였고, 그 후 각 마을에 여러 성씨들이 입주하여 정착하였다.
- 1627년 : 이진진이 설치되면서 이후 제주를 왕해하는 관헌들에 의해 소안도로 도명이 자연스럽게 개명되었다.
- 조선 정조대(1777~1800년) : 토지를 연령궁에 속하게 하여 매결당 백미 4석 2두씩의 가중한 세금 징수로 민폐가 극심하여 1864년 고종원년에 전 섬주민이 상부에 탄원 진정했다. 이에 상부에서는 비자리에 별장을 두어 주민을 보호하였다.
- 1866년 : 청산진이 독진으로 설치되면서 군무와 행정을 청산진에서 관할하였다.
- 1895년 : 모든 진이 혁파되었다.
- 1896년 : 완도군이 만들어지고 이에 따라 영암군 소속 소안도에서 완도군 소속 소안면이 되었다.
- 1916년 : 토지조사지정 이래 섬 주민들은 이기용을 상대로 제소하여 투쟁 10여년 만에 드디어 민간소유로 확정하였다.
- 1980년 12월 1일 : 자지리(者只里)가 당사리로 변경[3]

## 행정 구역
| 법정리 | 행정리                 |
| ------ | ---------------------- |
| 가학리 | 가학리                 |
| 당사리 | 당사리                 |
| 맹선리 | 맹선리                 |
| 미라리 | 미라리, 부상리         |
| 비자리 | 비동리, 비서리         |
| 이월리 | 북암리, 월항리, 이목리 |
| 진산리 | 동진리, 서중리, 소진리 |
| 횡간리 | 구도리, 횡간리         |

## 교육 기관
- 소안초등학교 : 소안면 소안로 213
  - 소안초등학교 구도분교 : 소안면 횡간리 산 231
  - 소안초등학교 맹선분교 : 소안면 소안로 1084
  - 소안초등학교 북암분교 : 소안면 이월리 산 84-1
  - 소안초등학교 진산분교 : 소안면 진산리 847-8
  - 소안초등학교 항립분교 : 소안면 당사도길 17-36
  - 소안초등학교 횡간분교 : 소안면 횡간로43번길 11
- 학산초등학교 : 소안면 미라리 456
- 소안중학교 : 소안면 비자34번길 17
- 소안고등학교 : 소안면 비자리 1247

## 부속 도서
- 가학리, 맹선리, 미라리, 비자리, 이월리, 진산리 : 소안도
- 당사리 : 당사도
- 비자리 : 죽도
- 이월리 : 산548번지 섬
- 진산리 : 농서, 1495번지 섬, 1496번지 섬, 1497번지 섬
- 횡간리 : 횡간도